# القرائن (قرية)
القرائن قريتان متجاورتان في إقليم الوشم، تقع بلدتا القرائن وسط المملكة العربية السعودية بجانب مدينة شقراء وتقع عند تقاطع 15-25 شمالا مع خطوط الطول 15-45 شرقا تقريبا أما موقعها بالنسبة لمدينة الرياض فهي تقع في الشمال الغربي بحوالي 190 كم، تسمى القرية الأولى الشمالية «الوقف بالقرائن» والثانية «غسلة بالقرائن» ويفصل بينهما وادي العنبري، وتبعد عن مدينة شقراء في الوقت الحاضر حوالي كيلو متر واحد.

## السطح
سطح القرائن جزء من هضبة نجد المنحدرة من الغرب إلى الشرق يتراوح ارتفاعها ما بين خمسمئة إلى ألف متر فوق سطح البحر تقريبا.

## المناخ
مناخ بلدتي القرائن حار جاف صيفاً بارد شتاءً والأمطار تسقط في فصل الشتاء والربيع.

## سبب التسمية
وسبب تسميتها بالقرائن يعود لأحد سببين أو كليهما :-
1-اقتران البلدتين (الوقف وغسلة) أي تجاورهما وتلازمهما.
2-وإما بسبب قربمهما من جبل القارة. والقارة تقع في الشمال الغربي من القرائن وهي عبارة عن جبلين متجاورين هما : القارة والقويرة.
قال في لسان العرب : القرائن جبال معروفة مقترنة، وقال أيضاً : القرن هو الجبل المنفرد، أو الجبل الصغير المنفرد.
وتسمية القرائن تطلق على الضفتين معاً بإجماع المؤرخين.
- قال الشيخ حسين بن غنام في كتابه تاريخ نجد : (وفي عام 1170هـ تجمّع أهل الوشم وأهل سدير في بلدة القرائن في ناحية الوشم).
- وقال الشيخ عثمان بن بشر في كتابه عنوان المجد في تاريخ نجد وهو يتحدث عن الشيخ عبد العزيز بن عبد الله الحصيّن : (وأخذ عنه أيضاً العالم القاضي في بلد القراين من ناحية الوشم أخوه محمد بن عبد الله الحصيّن..)

وقد ذكر ابن بشر القراين في عدة مواضع ولم يذكر الوقف أو غسلة بل اعتبرهما بلداً واحداً.
- وقال الشيخ محمد بن عبد الله بن بليهد : (القرائن بلدان في وسط الوشم بينهما وادي العنبري).
- وقال الشيخ حمد الجاسر : (القرائن هما قريتا الوقف وغسلة من قرى الوشم بمنطقة شقراء في إمارة الرياض).

وقال الأديب الكبير عبد الكريم الجهيمان : كان والدي من غسلة ووالدتي من الوقف ويطلق على القريتين القرائن)
ومن المسلم به ان غسلة تعد هي الأقدم من حيث النشأة والاستيطان حيث يقدر عمرها بما قبل الإسلام وتعد من أقدم حضارات المنطقة مع أشيقر وثرمداء. ومما يدل على ذلك ذكر غسلة في مواقع وقصائد عدة لشعراء جاهلين ومنهم امرؤ القيس عندما ذكر بئر بيهس بذات غسل.
وكانت نشأة الوقف حديثة نسبياً (400-500 سنة) إذ تجمع الحقائق انها كانت وقف ماء أنشأه أهل غسلة في الضفة الثانية لوادي العنبري وبدأ الاستيطان في الوقف من قبل بعض الأشخاص يعرفون بالناجم من قبيلة الدواسر. ومن دلالة ذلك اسم الوقف الذي يدل على ما يتم إيقافه ومنع التصرف به وتجييره ليفيد الناس بدون مقابل وانما لوجة الله كنوع من أنواع الصدقات المتواصلة. ولا تزال بعض المعالم موجودة في بلدة الوقف تشير إلى ذلك.
كما أنتقل بعض سكان غسلة وقاموا ببناء بيوتهم لاحقاً بجوار الوقف ومن هنا يمكن للمتابع ملاحظة ان سكان غسلة والوقف يرتبطون بعلاقات أسرية قوية وينحدرون لقبائل متماثلة.
مما سبق يتبين أن القرائن بإجماع المؤرخين بلداً واحداً يقسمها وادي العنبري إلى قسمين.

## روابط ذات علاقة
- موقع بلدة القرائن.
- رحلة إلى القرائن (فريق الصحراء).
- القرائن على facebook. القرائن  على فيسبوك.